# Anna Zaja
Anna Zaja (25 de junio de 1991, Sigmaringen) es una jugadora de tenis alemana.
Su mejor clasificación en la WTA fue la número 230 del mundo, que llegó el 21 de agosto de 2017. En dobles alcanzó número 145 del mundo, que llegó el 28 de abril de 2014. Hasta la fecha, ha ganado cinco individuales y nueve títulos de dobles en el ITF tour.
Ella hizo su debut en Grand Slam en el US Open 2017. Luego de pasar la clasificación.